# Třída Mogami
Třída Mogami (jinak též 30FFM) je třída víceúčelových fregat stavěných pro Japonské námořní síly sebeobrany. Mezi jejich hlavní úkoly patří hlídkování podél japonského pobřeží. Původně byla plánována stavba až 22 fregat této třídy. Roku 2023 byl tento počet omezen na dvanáct jednotek, na které naváže další tucet plavidel vylepšené verze třídy Mogami, označené jako 06FFM. Do roku 2021 bylo rozestavěno šest jednotek této třídy. Roku 2022 byla jako první do služby přijata fregata Kumano. Do roku 2025 bylo dokončeno osm jednotek.
Tato třída představuje první válečnou loď japonských sebeobranných sil hlavních kategorií, která je aktivně nabízena k exportu. Na veletrhu PACIFIC 2019 byla představena rodina oceánských hlídkových lodí, fregat a torpédoborců vycházejících z typu 30FFM.

## Stavba

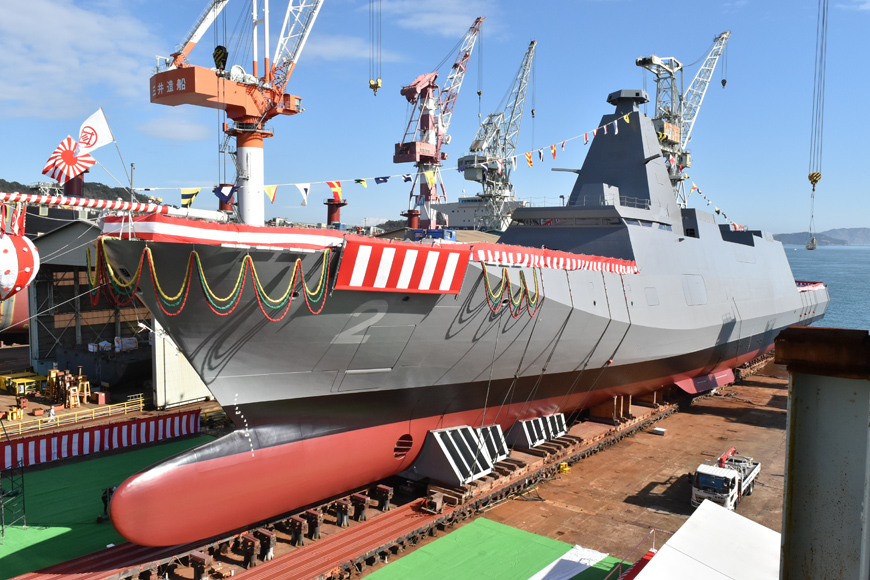
Spuštění na vodu fregaty Kumano (FFM-2)

Fregaty byly vyvinuty jako moderní náhrada fregat třídy Abukuma. Původně nesly označení 30DD, nebo 30DX. Plánována byla stavba až 22 fregat této třídy, z toho prvních osm v základní verzi (Baseline 1), na kterou by navázaly zdokonalené verze (Baseline 2 a 3). Roku 2023 bylo rozhodnuto o omezení počtu fregat třídy Mogami na dvanáct.
Kontrakt na stavbu prvního páru fregat získala v srpnu 2018 japonská loděnice Mitsubishi Heavy Industries (MHI) v Nagasaki. Jako subdodavatel se do stavby zapojila rovněž loděnice Mitsui E&S (MES, nyní Mitsubishi Heavy Industries Maritime Systems) v Tamanu. Slavnostní první řezání oceli na první jednotku proběhlo v září 2019 v loděnici MHI a na druhou jednotku v říjnu 2019 v loděnici MES. Prototyp byl do služby přijat roku 2022.
Jednotky třídy Mogami:
| Jméno           | Loděnice      | Zahájení stavby   | Spuštěna           | Vstup do služby   | Status    |
| --------------- | ------------- | ----------------- | ------------------ | ----------------- | --------- |
| Mogami (FFM-1)  | MHI, Nagasaki | 29. října 2019    | 3. března 2021     | 28. dubna 2022    | aktivní   |
| Kumano (FFM-2)  | MHI, Tamano   | 30. října 2019    | 19. listopadu 2020 | 22. března 2022   | aktivní   |
| Noširo (FFM-3)  | MHI, Nagasaki | 15. července 2020 | 22. června 2021    | 15. prosince 2022 | aktivní   |
| Mikuma (FFM-4)  | MHI, Nagasaki | 15. července 2020 | 10. prosince 2021  | 7. března 2023    | aktivní   |
| Jahagi (FFM-5)  | MHI, Nagasaki | 24. června 2021   | 23. června 2022    | 21. května 2024   | aktivní   |
| Agano (FFM-6)   | MHI, Nagasaki | 24. června 2021   | 21. prosince 2022  | 20. června 2024   | aktivní   |
| Nijodo (FFM-7)  | MHI, Nagasaki | 30. června 2022   | 26. září 2023      | 21. května 2025   | aktivní   |
| Júbecu (FFM-8)  | MHI, Tamano   | 30. srpna 2022    | 14. listopadu 2023 | 19. června 2025   | aktivní   |
| Natori (FFM-9)  | MHI, Nagasaki | 6. července 2023  | 24. června 2024    |                   | ve stavbě |
| Nagara (FFM-10) | MHI, Nagasaki | 6. července 2023  | 19. prosince 2024  |                   | ve stavbě |
| Tacuta (FFM-11) | MHI, Nagasaki | 3. července 2024  | 2. července 2025   |                   | ve stavbě |
| (FFM-12)        | MHI, Nagasaki | 3. července 2024  |                    |                   | ve stavbě |

## Konstrukce

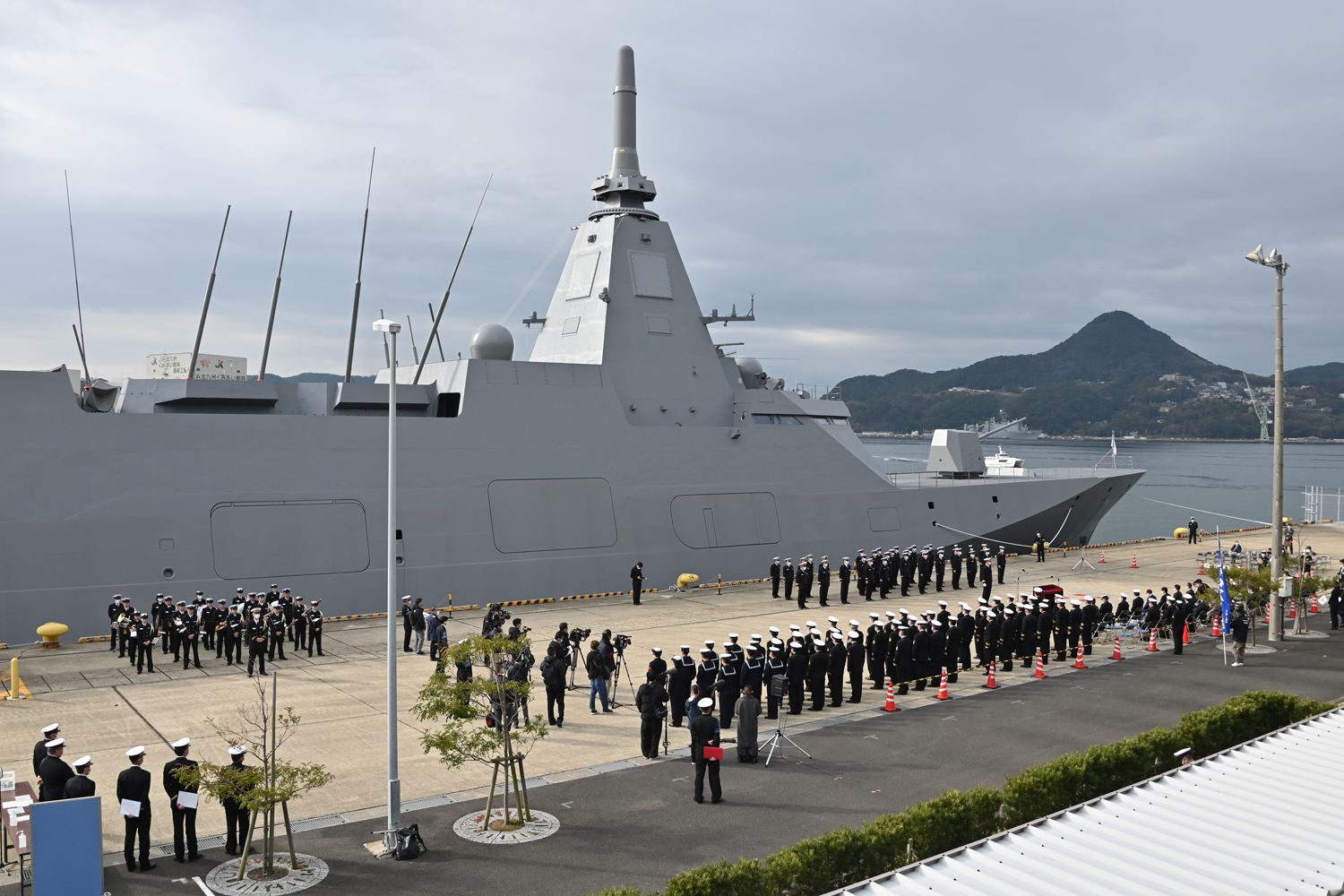
Noširo (FFM-3)

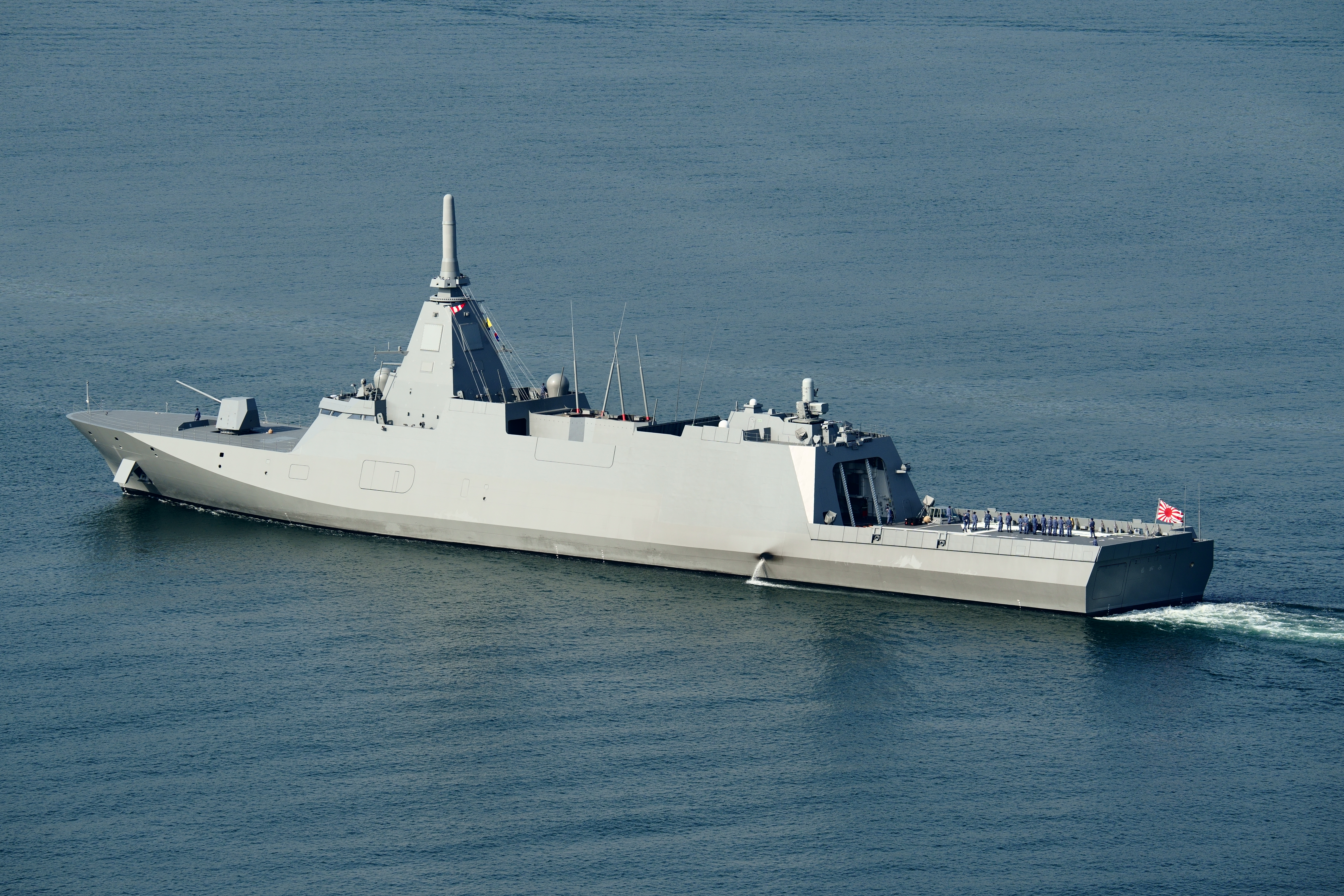
Mogami (FFM-1)

Fregaty se vyznačují vysokou úrovní opatření k redukci signatur a malou posádkou pouhých 90 osob. Jsou vybaveny multifunkčním radarem Mitsubishi Electric OPY-2, senzory Mitsubishi Electric OAX-3EO/IR, trupovým sonarem Hitachi OQQ-11 a vlečným sonarem s měnitelnou hloubkou ponoru NEC OQQ-25. Základní hlavňovou výzbroj tvoří 127mm kanón Mk 45 Mod 4 v dělové věži na přídi. Doplňují jej dva 12,7mm kulomety v dálkově ovládaných zbraňových stanicích. Fregaty mají přípravu pro instalaci osmi až šestnácti vertikálních sil Mk 41, ze kterých budou vypouštěna raketová torpéda ASROC a protiletadlové řízené střely ESSM. Dále nesou jeden systém blízké obrany SeaRAM. Protilodní výzbroj představuje osm nadzvukových protilodních střel typu 17. Doplňují je dva trojité 324mm torpédomety. Fregaty mohou nést základní vybavení pro kladení min a minolovnou činnost (hladinové drony a podvodní drony MHI OZZ-5). Na zádi se nachází přistávací plocha a hangár pro jeden protiponorkový vrtulník SH-60K. Pohonný systém je koncepce CODAG. Pro plavbu ekonomickou rychlostí slouží dva diesely MAN 12V28/33D STC, přičemž v bojové situaci se připojuje ještě plynová turbína Rolls-Royce MT30. Lodní šrouby se stavitelnými lopatkami jsou dva. Manévrovací schopnosti zlepšují jeden příďový dokormidlovací zařízení. Nejvyšší rychlost dosáhuje 30 uzlů.

### Modernizace
Ve fiskálním roce 2021 začala akvizice prvních dvou šestnáctinásobných vertikálních sil Mk.41 pro třídu Mogami s předpokládaným dodáním v roce 2024. V rozpočtu na fiskální rok 2023 japonské ministerstvo obrany vyčlenilo prostředky na vertikální sila pro zbývajících deset fregat. Tři baterie měly být dodány ve fiskálním roce 2025, čtyři v roce 2027 a poslední tři v roce 2028. Licenční výrobou vertikálních sil byla pověřena společnost MHI. V dubnu 2025 bylo zaznamenáno, že vertikální sila již nese dokončovaná fregata Nijodo. Jako druhá je má dostat fregata Júbecu.